# STS-99
STS-99 – czternasta jedenastodniowa misja wahadłowca Endeavour agencji NASA i dziewięćdziesiąta siódma programu lotów wahadłowców. Jej głównym celem było zebranie danych wysokościowych SRTM.

## Załoga
źródło
- Kevin R. Kregel (4)* – dowódca
- Dominic L. Pudwill Gorie (2) – pilot
- Janet L. Kavandi (2) – specjalista misji 2
- Janice E. Voss (5) – specjalista misji 3
- Mamoru Mōri (2) – specjalista misji 4 (NASDA Japonia)
- Gerhard Thiele (1) – specjalista misji 1 (Niemcy)

*(w nawiasie podano liczbę lotów odbytych przez każdego z astronautów)

## Parametry misji
- Masa:
  - startowa orbitera: 116 374 kg[4]
  - lądującego orbitera: 102 362 kg[4]
  - ładunku: 13 154 kg
- Perygeum: 224 km
- Apogeum: 242 km
- Inklinacja: 57,0°
- Okres orbitalny: 89,2 min

## Cel misji
Misja poświęcona opracowaniu map powierzchni Ziemi za pomocą radaru SRTM (ang. Shuttle Radar Topograhic Mission), nawiązująca do lotów z aparaturą SRL – Endeavour STS-59 oraz Endeavour STS-68.